# Sandra Horn
Sandra Horn (* 26. September 1971 in Witten) ist eine deutsche Jazzmusikerin (Trompete, Komposition).

## Leben und Wirken
Horn kam durch ihren Vater zur Trompete, der in einem kirchlichen Posaunenchor spielte. Sie erhielt Trompeten-Unterricht an den Musikschulen Wengern und Dortmund, bevor sie Sportwissenschaften an der Ruhr-Universität Bochum und nachfolgend Instrumentalpädagogik mit Hauptfach Trompete bei Helmut Riester an der Musikhochschule Detmold studierte. Dann arbeitete sie als Theatermusikerin. Daneben wurde sie Mitglied des United Women’s Orchestra, mit dem sie drei Alben vorlegte und national auftrat. Auch gehörte sie der Salsaband Jazminas an (Corazon Cubana). Gemeinsam mit dem Trompeter Guido Wellers bildete sie die Wellerhorns; mit Weller und dem Organisten Klaus Stehling legte sie die CD Musik für zwei Trompeten und Orgel aus dem Bergkloster Bestwig vor. Aktuell ist sie festes Mitglied des Rock Orchester Ruhrgebeat, mit dem sie auch überregional tourt, der Jazzpoeten XXL und der Bigband LBB-NRW.
Weiterhin leitet Horn die TripleB Bigband Bergkamen und den Posaunenchor Bergkamen; auch unterrichtet sie an der Geschwister-Scholl-Gesamtschule Lünen.

## Lexikalischer Eintrag
- Jürgen Wölfer: Jazz in Deutschland. Das Lexikon. Alle Musiker und Plattenfirmen von 1920 bis heute. Hannibal Verlag, St. Höfen 2008, ISBN 978-3-85445-274-4